# C19H16
化学式C19H16（摩尔质量：244.33 g/mol）可以指：
- 三苯甲烷，CAS号：519-73-3
- 1,3,6-三甲基芘，CAS号：27979-20-0
- 1-丙基芘，CAS号：56142-09-7

|  | 这个同类索引页列出了具有相同分子式的化学物（即同分異構體）条目。 除非您是有意链接至本页，否则应将相应条目的内部链接指向正确的条目。 |